# Montaubion-Chardonney
Montaubion-Chardonney var en tidigare kommun i kantonen Vaud i Schweiz. Kommunen hade 69 invånare (2010). Den var belägen cirka 15 kilometer nordost om Lausanne och bestod av de två byarna Chardonney och Montaubion.
Den 1 juli 2011 slogs Montaubion-Chardonney samman med Peney-le-Jorat, Sottens, Villars-Mendraz och Villars-Tiercelin till den nya kommunen Jorat-Menthue.